# Historiographie deutéronomiste
 (janvier 2014).
L'‍historiographie deutéronomiste, aussi appelée histoire deutéronomiste, ou encore document deutéronomiste, est une œuvre hypothétique dont seraient originellement extraits le Deutéronome (cinquième livre du Pentateuque) et les passages des Livres historiques, seconde partie de l'Ancien Testament faisant immédiatement suite au Deutéronome, qui présentent avec ce dernier une similitude stylistique ou théologique. Il s'agit, selon les exégètes, de tout ou partie des livres de Josué, Juges, 1 et 2 Samuel, 1 et 2 Rois, 1 et 2 Chroniques, Esdras et Néhémie. En exégèse biblique, l'abréviation HD est parfois utilisée.
L'étude de l'historiographie deutéronomiste a eu lieu en parallèle avec l'hypothèse documentaire, qui affirme que le Pentateuque (plus éventuellement le livre de Josué) est l'assemblage de quatre textes correspondant aux différents styles littéraires de l'ouvrage final. Le dernier quart du XXe siècle a vu l'abandon de l'hypothèse documentaire au sens strict, mais l'existence d'une école de rédaction deutéronomiste reste consensuelle parmi les exégètes, bien que diverses théories soient en concurrence pour expliquer sa présence dans le Tanakh.

## Historique de l'hypothèse

### Existence de textes deutéronomistes hors du Deutéronome

#### Position ambiguë du Deutéronome
Le Deutéronome est un livre qui a une place double :
- il est considéré comme la conclusion du Pentateuque ;
- il est l'introduction aux livres historiques, et en particulier au livre de Josué.

Cette double position a entraîné de nombreux débats. Certains chercheurs, privilégiant sa position comme livre du Pentateuque, proposèrent d'y inclure également le livre de Josué (formant ainsi un hexateuque), voire l'ensemble des livres historiques (et parlant alors d'ennéateuque).
D'autres chercheurs privilégièrent sa position comme introduction à Josué, l'excluant du Pentateuque et parlant alors de tétrateuque.

#### Échos réciproques
Dès Spinoza, il est apparu que certains textes du Deutéronome annonçant la possibilité de la destruction de Jérusalem faisaient échos au courroux divin dans les livres postérieurs. Au XIXe siècle, l'existence de thèmes communs était reconnue et Heinrich Ewald, tout en défendant l'idée d'un hexateuque, se prononçait pour une double rédaction deutéronomiste dans les livres historiques.

### Thèse de Martin Noth
Martin Noth va le premier essayer de donner une explication cohérente à ces similitudes. Il rejette dès  1938 l'idée d'un hexateuque et affirme que les documents utilisés dans le Pentateuque ne sont pas présents dans le livre de Josué. Il expose sa théorie en 1942, en pleine Seconde Guerre mondiale. Les commentateurs tardifs estiment que les événements de l'époque ont fortement influencé Noth.
Dans la théorie nothienne, les similitudes entre le Deutéronome et les livres historiques sont expliquées par l'existence d'une histoire deutéronomiste rédigée par un auteur unique, le Deutéronomiste (souvent abrégé par le Dtr). Outre son activité rédactionnelle, cet auteur a intégré différentes traditions anciennes, parfois même en contradiction avec ses propres thèses.
Noth établit les limites de l'histoire deutéronomiste dans la Bible actuelle entre Dt 1-3 qui fut un prologue au Deutéronome originel (Noth étant un partisan de l'hypothèse documentaire) et 2 R 25 qui décrit la réhabilitation de Yoyakîm en exil. Pour Noth, ce dernier point était le dernier connu du rédacteur et l'histoire deutéromiste aurait donc été rédigée peu après -562.
L'explication de la rédaction de l'Histoire deutéronomiste serait la volonté de l'auteur d'expliquer la chute d'Israël et la déportation par une désobéissance à YHWH et donc une sanction divine.
Finalement, Noth place le Deutéronomiste en Palestine et le dépeint comme une personnalité solitaire hors de tout circuit officiel. Ce portrait fut très vite remis en cause et attribué au contexte de l'époque. Cela ne remettait pas fondamentalement en cause les arguments développés par Noth et sa théorie connut un important succès dès 1957.

### Évolution de la théorie nothienne
De nombreuses modifications à la théorie de Martin Noth ont été proposées. Néanmoins deux écoles principales, et concurrentes, virent le jour: le Modèle des deux blocs qui eut, et a encore dans ses versions modernes, la faveur des exégètes anglo-saxons et la position de l'école de Göttingen qui a la faveur des exégètes allemands et français. Outre ces deux développements majeurs, il convient également de souligner les arguments des exégètes rejetant l'existence même d'une histoire deutéronomiste.
La théorie de Martin Noth a des faiblesses, dans la mesure où elle laisse certains éléments sans réponses. Tout d'abord, elle n'expliquait pas les deux visions opposées de la royauté présentées dans les textes deutéronomistes : une vision flamboyante de la monarchie tout d'abord, une vision négative lui faisant porter la responsabilité de l'exil ensuite. De plus, des ajouts ont été faits à l'histoire deutéronomiste originale et il était possible que ces ajouts n'aient pas été indépendants les uns des autres mais résultent d'un dessein unique.

#### Modèle des deux blocs
Frank Moore Cross, suivi par l'école exégétique anglo-saxonne, proposa un nouveau modèle expliquant l'Histoire deutéronomiste actuelle par une rédaction en deux blocs.
Tout d'abord une rédaction des événements sous le règne de Josias et présentant ce dernier comme un modèle ayant rétabli le culte dans sa forme pure, culte altéré essentiellement par le roi Jéroboam.  Puis un deuxième auteur (désigné sous l'abréviation Dtr²) complète l'histoire durant l'exil en expliquant ce dernier par la vengeance divine devant l'échec des successeurs de Josias.
Pour Cross, le deuxième deutéronomiste n'avait quasiment pas modifié le premier bloc, mais ses successeurs ont trouvé diverses mentions en rapport avec l'exil dans le bloc initial. Ils l'attribuent naturellement à des modifications faites par le second auteur.
Cette hypothèse, appelée modèle des deux blocs ou théorie crossienne, fut très populaire dans les milieux anglo-saxons, et compte aujourd'hui encore de nombreux adeptes.

#### Théorie des couches successives
Cette modification de la théorie de Noth fut initialement présentée en 1971 par Rudolf Smend. Il explique la présence de nombreux passages apparemment ajoutés à l'Histoire deutéronomiste par une seconde rédaction orientée dans un but de mettre l'accent sur l'obéissance à la loi.
Ainsi Smend propose deux rédacteurs : le Deutéronomiste historien, noté DtrH, correspondant plus ou moins à l'auteur de Noth qui aurait réalisé une première version de l'histoire ; et le Deutéronomiste nomiste, noté DtrN, qui aurait retravaillé l'ouvrage à la fin de l'exil ou dans les années qui suivirent.
Walter Dietrich modifia cette théorie en y ajoutant un troisième rédacteur, le Deutéronomiste prophétique, noté DtrP, modifiant le texte en ajoutant dans l'Histoire deutéronomiste divers textes mettant l'accent sur les prophètes, tels Élie et Élisée.
Différentes autres versions de cette théorie sont apparues, modifiant la portée des différents auteurs.
Cette théorie des couches successives, également appelée modèle de Göttingen du fait de sa large acceptation par l'exégèse allemande, reproduit la structure rédactionnelle que l'hypothèse documentaire attribuait au Pentateuque : une rédaction historique, suivi d'une rédaction prophétique et se terminant avec une rédaction légaliste.

## Évolutions modernes

### Théorie néo-nothienne
L'hypothèse de l'écriture de l'histoire deutéronomiste par un seul auteur est toujours défendue par plusieurs chercheurs, qui mettent néanmoins en avant sa qualité d'auteur original. Pour eux, les sources utilisées par Dtr ne sont plus discernables et, différence majeure avec la théorie nothienne, les textes qui contredisent la position deutéronomiste ne sont pas expliquées par un Dtr qui aurait retransmis fidèlement ses sources, mais bien comme des ajouts ultérieurs à l'œuvre deutéronomiste.

### Théorie crossienne
De nombreux chercheurs anglo-saxons penchent toujours pour le modèle des deux blocs. Différentes variantes ont été développées en ce qui concerne l'étendue de ces deux blocs. Certains y ajoutent un troisième Deutéronomiste, se rapprochant, mais avec une terminologie différente, de la position de l'école de Göttingen.

### Modèle des rédactions exiliques
Les évolutions récentes du modèle des rédactions successives durant l'exil distinguent de plus en plus d'auteurs différents, en fonction de chaque chercheur.

### Négation de l'histoire deutéronomiste
Différents auteurs ont également remis en cause l'existence même d'une Histoire deutéronomiste, c'est-à-dire l'existence d'une œuvre cohérente. Plusieurs arguments sont avancés :
- l'introduction à l'histoire deutéronomiste n'est pas adéquate. Noth la place en Dt 1-3, mais d'après certains chercheurs, il aurait été plus logique de débuter par l'Exode (S. Mittman, K. Schmid) ;
- pour certains chercheurs, Josué, Juges, Samuel et Rois ont chacun un profil littéraire propre et indépendant. Ces livres n'auraient pas été rédigés par un auteur unique, ou même par un petit groupe d'auteurs (Westermann, Knauf) ;
- à aucun moment dans la Torah, il n'est fait mention d'un livre unique qui pourrait être identifié avec l'Histoire deutéronomiste et engloberait les différents livres (Knauf) ;
- les variantes textuelles dans ces livres sont plus grandes que celles du Pentateuque (Variation entre les versions de la Septante), ce qui indiquerait que ce ne fut jamais une œuvre cohérente (Knauf).

La plupart de ces auteurs optent pour une position radicale : ils constatent l'existence de rédactions deutéronomistes, mais estiment qu'elles ne sont pas le signe d'une rédaction cohérente.
Certains exégètes, comme Konrad Schmidt, estiment que les textes deutéronomistes présents dans les livres historiques ne résultent pas d'une volonté éditoriale cohérente. Il aurait existé avant l'exil un texte historique racontant la période Moïse-Josué. Après la prise de Jérusalem en -587 un récit retraçant la vie des rois d'Israël et de Juda aurait été constitué et aurait formé par la suite les livres de Samuel et les livres des Rois. Lorsque le Pentateuque aurait été rassemblé avec Moïse comme figure centrale, un deuxième ensemble historique aurait été créé reprenant les livres de Josué à ceux des Rois.

## Points consensuels
Malgré l'absence de consensus sur une théorie complète parmi les exégètes, plusieurs points sont admis par la grande majorité d'entre eux.
- Tout d'abord tous reconnaissent l'existence de textes deutéronomistes dans les Prophètes Antérieurs.
- Les rédacteurs deutéronomistes avaient connaissances de textes néo-assyriens. Il y a, par exemple, de grandes similitudes entre les malédictions du Traité d'Asarhaddon (-672) et celles de Dt 28. Cela ne signifie cependant pas nécessairement que ces textes datent de cette époque, ceux-ci semblant présupposer la chute du Royaume de Juda.
- L'essentiel des textes deutéronomistes ont pour but l'explication et la justification de l'exil, lors de la période babylonienne.
- À l'époque perse, plusieurs textes deutéronomistes ont été revisités dans une optique plus légaliste.
- Enfin, le travail rédactionnel a perduré durant l'époque hellénistique. En particulier, le texte grec de la Septante semble s'appuyer sur un texte hébraïque plus ancien que le texte massorétique. Certains manuscrits de Qumrân semblent retranscrire de telles versions.